# Бунтон
Бунтон (англ. Boonton) — город в округе Моррис, штат Нью-Джерси (США).
Первоначально город был назван Бун-Тоун в 1761 году в честь колониального губернатора Томаса Буна. Бунтон был образован 16 марта 1866 года как часть тауншипов Гановер и Пиканнок. Город был реинкорпорирован и обрёл независимость 18 марта 1867 года.
Развитие Бунтона началось в 1829 году вследствие строительства Моррисского канала и формирования железной компании Нью-Джерси. Первоначальное расположение города ныне занимает водохранилище Джерси-Сити, построенное в 1904 году. В 1908 году вода из этого водохранилища стала первой хлорированной муниципальной водой в США.
Население — 8 347 человек (2010).

## История
В течение XVIII века поселение Бунетаун (при различном написании имел названия Бунетон или текущее Бунтон) существовало на реке Рокэвей на 1,5 мили (2,4 км) ниже по течению нынешнего расположения города. Ещё в начале 1747 года Обадая Болдуин здесь начал добычу и переработку железной руды и древесного угля, используя мощь реки. По мере того, как росло металлургическое производство, работники и их семьи образовывали общину Бун-Тоун, названную в честь колониального губернатора Томаса Буна 1761 году. В настоящее время город имеет мало общего с первоначальным поселением и ещё меньше со старым Бунтоном, территория которого ныне покрыта водохранилищем Джерси Сити.

## Экономика

### Другие отрасли промышленности
В городе располагается компания Boonton Electronics, выпускающая средства измерений под торговой маркой «Boonton».

## География
Согласно бюро переписи населения США город имеет общую площадь в 6.490 км², 6.048 км² составляет суша и 0.442 км² — вода.
Центр города разделяет река Рокэвей, которая образует небольшое ущелье в водными порогами и водопад, высотой 25 футов (7,6 м).

## Население

### Перепись 2010 года
По данным переписи США за 2010 год, в Бунтоне насчитывалось 8347 жителей, 3235 домохозяйств и 2112 семей. Плотность населения составляла 1380 человек на км². В Бунтоне насчитывалось 3398 жилищных единиц со средней плотностью 1455,2 на км². Расовый состав по данным на тот год: 78,81% (6578) — белые, 4,82% (402) — негры и афроамериканцы, 0,31% (26) — коренные жители США, 10,05% (839) — американцы азиатского происхождения, 0,01% (1) — гавайцы или тихоокеанийцы, 2,79% (233) — представители других рас, 3,21% (268) — представители двух и более рас. Латиноамериканских представителей любых рас насчитывалось 11,02% (920).
В 29,0% домохозяйств проживали дети возрастом до 18 лет, в 48,6% — живущие совместно супруги, в 11,8% домовладельцами были незамужние женщины, 34,7% домохозяйств были групповыми. 26,2% домохозяйств были одиночными, и в 8,7% проживали жители возрастом свыше 65 лет. Средний размер домохозяйства составлял 2,54, а средний размер семьи — 3,10. 
В Бунтоне 21,2% жителей были младше 18 лет, 7,1% были в возрасте от 18 до 24 лет, 30,6% — от 25 до 44 лет, 27,9% — от 45 до 64 лет, и 13,2% были старше 65 лет. Средний возраст составлял 39,4 лет. На 100 женщин приходилось 101,5 мужчин. На 100 женщин моложе 18 лет приходилось 100,6 мужчин.  

По данным исследования американского общества, проведённого Бюро переписи в 2006-2010 годах, средний доход домохозяйств составил (с поправкой на инфляцию 2010 года) $79,097 (погрешность +/- $9,165), а средний семейный доход — $89,965 (+/- $14,678). Средний доход мужчины составил $53,495 (+/- $4,466), женщины — $47,463 (+/- $7,099). Доход на душу населения — $33,366 (+/- $4,035). Около 5,6% семей и 10,7% населения находились за чертой бедности, включая 17,8% жителей до 18 лет и 4,7% старше 65.

### Перепись 2000 года
По данным переписи США за 2000 год, в Бунтоне насчитывалось 8496 жителей, 3272 домохозяйств и 2159 семей. Плотность населения составляла 1395,9 человек на км². В Бунтоне насчитывалось 3352 жилищных единиц со средней плотностью 1428,1 на км². Расовый состав по данным на тот год: 83% — белые, 4% — негры и афроамериканцы, 0,21% — коренные жители США, 7,8% — американцы азиатского происхождения, 0,01% — гавайцы или тихоокеанийцы, 2,2% — представители других рас, 2,84% — представители двух и более рас. Латиноамериканских представителей любых рас насчитывалось 6,9%.
В 28,5% домохозяйств проживали дети возрастом до 18 лет, в 51,6% — живущие совместно супруги, в 11% домовладельцами были незамужние женщины, 34% домохозяйств были групповыми. 26,3% домохозяйств были одиночными, и в 9,5% проживали жители возрастом свыше 65 лет. Средний размер домохозяйства составлял 2,55, а средний размер семьи — 3,11.
В Бунтоне 21,9% жителей были младше 18 лет, 6,8% были в возрасте от 18 до 24 лет, 35,4% — от 25 до 44 лет, 22,4% — от 45 до 64 лет, и 13,5% были старше 65 лет. Средний возраст составлял 37 лет. На 100 женщин приходилось 98,4 мужчин. На 100 женщин моложе 18 лет приходилось 94,9 мужчин.
Средний доход домохозяйств составил $65,322, а средний семейный доход — $75,147. Средний доход мужчины составил $60,518, женщины — $40,634. Доход на душу населения — $29,919. Около 6,7% семей и 5% населения находились за чертой бедности, включая 7,4% жителей до 18 лет и 6,6% старше 65.

## Управление

### Местное самоуправление
Бунтон был зарегистрирован как город в соответствие с законодательством Нью-Джерси в марте 1867 года. Согласно уставу новый город управлялся Советом попечителей, состоящим из 7 человек, но после изменений, внесённых в устав в 1872 году, власть состояла из мэрии и общественного совета. Бунтон управлялся городской формой правления под руководством мэра и совета старейшин. Мэр избирался большинством. Совет старейшин состоял из 8 человек, по двое старейшин избирались четырьмя приходами по принципу ротации ежегодно.
С 2014 года мэром Бунтона является Сирил Уикилски, полномочия которого заканчиваются 31 декабря 2015 года. Членами совета старейшин являются:
- Приход 1: Дэниел Кэри (2014) и Майкл Иога (2015)
- Приход 2: Доктор Клиффорд Кизер (2013), Боб Таллок (2014) и Кейт Прайс (2015)
- Приход 3: Терри Данн (2014) и Дэниел Пицциони (2015)
- Приход 4: Энтони Скоззафава (2014) и Джеймс Линч (2015)

### Федеральные, государственные и окружные представители власти
Бунтон расположен в 11 избирательном округе и является частью 25 государственного законодательного округа Нью-Джерси.
11 избирательный округ представлен Родни Фрилингхайсеном (Р, тауншип Хардинг). Нью-Джерси представлен в Сенате США Кори Букером (Д, Ньюарк; вступил в должность 31 октября 2013 года, победив в специальном голосовании и заняв место Лаутенберга) и Робертом Менендесом (Д, Пэрамус).

### Политика
По состоянию на 23 марта 2011 года в Бунтоне зарегистрировано 5 037 избирателей, среди которых 1 029 (20,4%) были зарегистрированы как демократы, 1 956 (38,8%) — республиканцы и 2 051 (40,7%) — беспартийные. Один избиратель являлся сторонником другой партии.
На президентских выборах 2008 года демократ Обама получил здесь 2 087 голосов (51,6%), республиканец Маккейн получил 1 881 голос (46,5%) и другие кандидаты получили 41 голос (1%); из 5 262 зарегистрированных избирателей проголосовало 4 045, таким образом явка составила 76,9%. На президентских выборах 2004 года республиканец Буш-младший получил здесь 1 978 голосов (53,1%), демократ Керри получил 1 677 голосов (45%) и другие кандидаты получили 44 голоса (0,9%); из 5 086 зарегистрированных избирателей проголосовало 3 724, таким образом явка составила 73,2%.
На губернаторских выборах Нью-Джерси 2009 года республиканец Кристи получил здесь 1 372 голоса (55,5%), демократ Корзин получил 835 голосов (33,8%), независимый кандидат Дэггет получил 222 голоса (9%) и другие кандидаты получили 19 голоса (0,8%); из 5 161 зарегистрированных избирателей проголосовало 2 474, таким образом явка составила 47,9%.

## Образование
Бунтонская общественная школа занимается обучением студентов с детского сада и до 12 класса. По состоянию на 2011-2012 учебный год в четырёх школах района числилось 1 261 учеников и 115.8 учителей (на базе FTE), соотношение ученик-учитель составило 10.89:1. Школы в районе (с численностью на 2011-2012 учебный год по данным национальному центру статистики образования): школа Стрит Скул (классы К-3; 336 учеников), школа Джона Хилла (классы 4-6; 207 учеников), Бунтонская средняя школа (классы 7 и 8; 136 учеников) и Бунтонская старшая школа (классы 9-12; 582 учеников).
В школах Бунтона обучаются студенты из самого Бунтона, а также жители Линкольн парка, обучающиеся в Бунтоне по программе обмена с Общественной школой Линкольн Парка; в 2011-2012 учебном году в программе участвовало 285 человек. В обоих районах стремились разорвать более чем 50-летнюю связь, ссылаясь на экономию средств, которой можно таким образом достигнуть; кроме того, в Линкольн Парке жаловались, что управление образования выделяет только одно место в Бунтоне.В апреле 2006 года Департамент образования Нью-Джерси отказал в прекращении программы.
В городе действует католическая школа, находящаяся под эгидой епархией Патерсона, обучающая детей с дошкольного возраста и до 8 класса.

## Транспортная система

### Дороги и автомагистрали
В городе имеется 33,90 мили (55 км) шоссе, из которых 28,34 мили (46 км) обслуживается муниципалитетом, 3,81 мили (6,1 км) округом Моррис и 1,75 мили (2,8 км) транспортным департаментом Нью-Джерси.
Через город проходит Межштатная автомагистраль 287 и трасса 202.

### Общественный транспорт
Станция Бунтон обеспечивает работу поездов «Нью-Джерси Транзит» на линии Монтклэр-Бунтон с терминалами на вокзалах в Ньюарке, Нью-Йорке и Хобокене.
«Нью-Джерси Транзит» также обеспечивает автобусные перевозки по 873 маршрутам. «Лейклэнд Бас Лайн» осуществляет автобусные экспресс перевозки до терминала Порт Ауторити в Мидтауне, Манхэттен.

## Достопримечательности

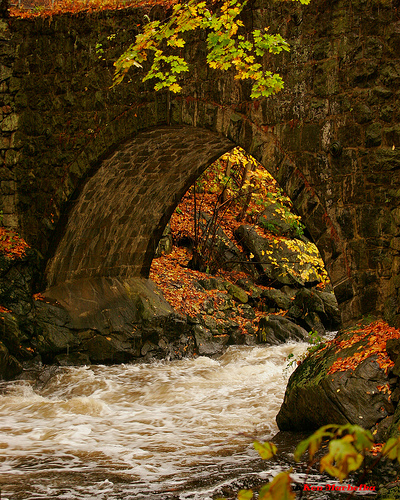
Пешеходный мост в парке Благодати Господней.

- Парк Благодати Господней (англ. Grace Lord Park)[62]
- Кладбище Гринвуд[англ.]

## Известные люди
- Дон Эдвардс (р. 1939) — кантри-певец, гитарист[63].
- Хелен Гаган Дуглас (1900–1980) — актриса и политик[64].